# Coefficient de sécurité
Pour les articles homonymes, voir Marge de sécurité (finance).

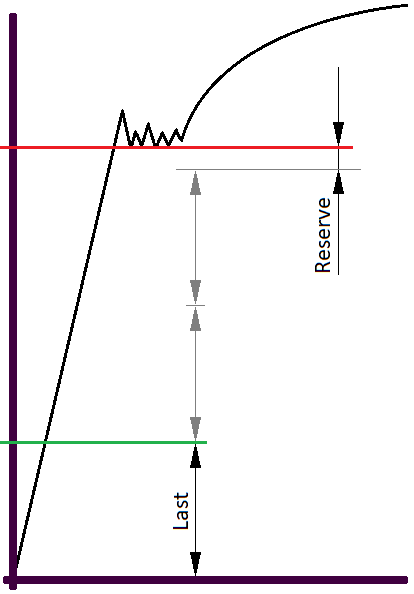
Détermination d'un coefficient de sécurité de 3 dans un diagramme de déformation à la contrainte.

Un coefficient de sécurité est un paramètre permettant de surdimensionner des dispositifs pour prendre en compte des utilisations exceptionnelles, des contraintes imprévues ou des défaillances.

## Définition
Lorsque l'on conçoit un dispositif, il faut s'assurer qu'il remplisse ses fonctions sans risque. Il faut pour cela connaître la charge à laquelle il sera soumis. La charge peut être une puissance électrique pour un circuit électrique, une force pour un mécanisme, etc. Le dispositif doit ensuite être dimensionné : choix de la section du fil débitant le courant, section de la poutre supportant la structure, etc.
Mais la connaissance des charges normales en utilisation ne sont pas suffisantes. Il faut prévoir la possibilité d'une utilisation inadaptée : imprudence de l'utilisateur, surcharge accidentelle ou prévue, défaillance d'une pièce, événement extérieur imprévu… On utilise pour cela un coefficient de sécurité, noté habituellement s :
- soit on l'utilise avant le calcul de dimensionnement :
  - en multipliant la charge en fonctionnement par s, ou bien
  - en divisant la charge maximale admissible par s ;
- soit on l'utilise après le calcul, en multipliant ou en divisant le résultat dans le sens d'une plus grande sécurité.

Si l'on note R la résistance du système et S (stress) les sollicitations auxquelles il est soumis, la condition de validation dite « à l'état limite ultime » (ELU) s'écrit :
{\displaystyle \mathrm {S} \leqslant {\frac {\mathrm {R} }{s}}}
ou bien
{\displaystyle s\times \mathrm {S} \leqslant \mathrm {R} }.
Les coefficients de sécurité sont définis par les « règles de l'art » pour chaque domaine, éventuellement codifié dans des normes. S'il sert à diviser la résistance théorique, il est supérieur ou égal à 1, et est d'autant plus élevé que le système est mal défini, que l'environnement est mal maîtrisé.
On utilise aussi parfois la marge de sécurité qui vaut s - 1.
On utilise parfois le coefficient inverse, k = 1/s, la validation s'écrivant alors :
{\displaystyle \mathrm {S} \leqslant k\times \mathrm {R} }.
Exemple
Si l'on décide de dimensionner une pièce à 60 % de sa résistance, on a :
- k = 60 % = 0,6 ;
- s = 1/k = 1,7 (on n'exprime jamais un coefficient avec une précision de plus d'une décimale) ;
- la marge m = s - 1 = 0,67 = 67 %.

Si l'on dimensionne un système avec un coefficient de sécurité de 5, alors on a
- la marge de sécurité m = 4 ;
- k = 0,2 ; on dimensionne le système à 20 % de sa résistance.

## Application générale

### Limite de l'application du coefficient de sécurité
Le coefficient de sécurité est une méthode de conception. Cela signifie qu'il n'a de sens qu'à l'étape du projet, avant la phase de production. Ainsi, si l'on s'aperçoit qu'un produit existant n'est pas conforme ou présente une défaillance, on ne peut pas s'appuyer sur la notion de coefficient de sécurité pour valider son utilisation ; une phrase du type « on a une défaillance mais on a encore une marge » n'a pas de sens. Si l'on constate un défaut ou une défaillance, c'est que l'on est en dehors de la marge de sécurité que l'on s'est fixée, que l'on est dans une situation où malgré l'application du coefficient de sécurité lors de la conception, les erreurs ou situations exceptionnelles ont fait que la contrainte réelle soit supérieure à la résistance réelle (Sréel > Rréel).
Une démarche dérogatoire peut alors être entreprise, par exemple en menant une nouvelle étude sur le produit « tel que fabriqué » (TQF) pour valider la poursuite de son utilisation, ou au contraire le retrait du produit — par exemple pour un produit mécanique, calcul par éléments finis avec un modèle numérique intégrant le défaut constaté. En l'absence d'une telle démarche, le produit doit être considéré comme non conforme et retiré, ou bien être remis en conformité.

### Détermination des charges et de la résistance
Les charges auxquelles le système est soumis est donné par le cahier des charges. Elles sont déterminées à partir de l'utilisation normale prévue du système, en prenant en compte le cas le plus défavorable (sollicitation maximale). On parle de « valeurs nominales ».
À partir de ces valeurs nominales, le concepteur doit estimer les valeurs maximales. En effet, lors des phases de transition du système — changement de régime et de direction, et particulièrement lors du démarrage et de l'arrêt —, la charge fluctue. Il faut également ajouter des effets environnementaux : température, humidité, vent, poids de la neige, séisme, … Les paramètres dynamiques peuvent être donnés par le cahier des charges — par exemple en spécifiant une durée de démarrage ou d'arrêt —, ou bien par des normes ou règlements.
Il en résulte des charges complémentaires ainsi qu'un coefficient de majoration des charges, qui est similaire au coefficient de sécurité, à ceci près qu'il vise à prendre en compte des effets normaux prévus (mais non permanents), alors que les coefficients de sécurité sont là pour prévoir l'imprévu.
Par ailleurs, il faut aussi déterminer la résistance du matériau utilisé. Cette résistance peut être donnée par des normes ou bien par le fournisseur de matériel ou de matière première, ou encore être déterminé par des essais effectués en interne. Il convient de bien évaluer cette résistance : si le matériau est mal caractérisé ou si la fabrication est mal maîtrisée, cela induit une majoration du coefficient de sécurité. Notons par ailleurs que la résistance dépend du type de sollicitation, par exemple en mécanique :
- la résistance au cisaillement est plus faible qu'en traction-compression ;
- si une pièce est soumise à de nombreux cycles d'utilisation (typiquement plusieurs centaines de milliers ou millions), il se produit des micro-dommages qui se cumulent et fragilisent la matière (voir Fatigue (matériau)).

### Prudence de conception
Le cahier des charges définit qu'un système doit supporter une charge spécifiée Cs (specified load). Le terme charge peut désigner une intensité de courant pour un conducteur électrique, un poids que doit supporter une structure ou lever une grue, une cadence de production d'une machine, la température ou la pression à laquelle doit résister un réservoir, une tuyauterie, …
Le système est conçu pour recevoir une charge Cc, dite « charge de conception » (design load), qui est nécessairement supérieure ou égale à la charge spécifiée dans le cahier des charges Cs. Le coefficient de sécurité de conception (design factor) est défini par :
{\displaystyle s={\frac {\mathrm {charge\ de\ conception} }{\mathrm {charge\ sp{\acute {e}}cifi{\acute {e}}e} }}={\frac {\mathrm {C_{c}} }{\mathrm {C_{s}} }}}.
La marge de sécurité désigne quant à elle la proportion de charge de conception qui excède la charge spécifiée :
{\displaystyle m={\frac {\mathrm {charge\ de\ conception} -\mathrm {charge\ sp{\acute {e}}cifi{\acute {e}}e} }{\mathrm {charge\ sp{\acute {e}}cifi{\acute {e}}e} }}={\frac {\mathrm {C_{c}} -\mathrm {C_{s}} }{\mathrm {C_{s}} }}=s-1}.
La charge de conception doit être inférieure ou égale à la charge ultime Cu, qui est la charge provoquant une dégradation du système. Entre la charge de conception et la charge ultime, le système n'est plus fonctionnel (ses performances ne sont plus garanties) mais il n'y a pas encore d'accident. On peut ainsi définir le coefficient de sécurité effectif, ou facteur ultime (factor of safety) :
{\displaystyle \mathrm {FoS} ={\frac {\mathrm {charge\ ultime} }{\mathrm {charge\ sp{\acute {e}}cifi{\acute {e}}e} }}={\frac {\mathrm {C_{u}} }{\mathrm {C_{s}} }}\geqslant s}
ainsi que la marge ultime (margin of safety) :
{\displaystyle \mathrm {MoS} =\mathrm {FoS} -1}.
Facteur et marge ultimes mesurent la prudence de la conception — on prend volontairement une exigence excessive (Cs < Cc < Cu). Une conception avec un coefficient de sécurité de conception élevé est qualifiée de « conservative », c'est-à-dire prudente ; cet excès de prudence peut mener à du surdimensionnement, c'est-à-dire à des pièces ayant un coût et une masse excessif par rapport à ce qui est requis.
À l'inverse, un coefficient de sécurité de conception faible implique une maîtrise plus exigeante des processus, puisque l'on travaille avec peu de marge :
- recours à des exécutants (employés, intérimaires, sous-traitants) qualifiés, formés à leurs tâches, et sensibilisés aux problèmes de qualité et de sûreté ;
- maîtrise des processus de conception, application des bonnes pratiques de conception (good design practices) :
  - démarche qualité de type ISO 9001 : recueil des besoins du client, établissement de procédures régulièrement mises à jour et décrivant la démarche de conception, amélioration continue,
  - établissement d'un cahier des charges fonctionnel (CdCF),
  - étude des risques en amont, avec une démarche de type AMDEC,
  - démarche d'analyse fonctionnelle,
  - validation des choix, par exemple par le calcul,
  - traçabilité des modifications de conception,
  - démarche de sûreté de fonctionnement,
  - rédaction d'un mode d'emploi clair, utile à l'utilisateur et fonctionnel ;
- maîtrise des processus de production, application des bonnes pratiques de production (good manufacturing practices) :
  - démarche qualité pour la production,
  - qualification des fournisseurs, soit en exigeant qu'ils aient eux-mêmes des procédures, soit en testant les composants délivrés (essais d'endurance),
  - utilisation de matériel performant et entretenu,
  - traçabilité des sous-ensembles,
  - organisation de production n'induisant pas d'erreur, par exemple démarche 5S : sites « bien rangés », débarrassés de ce qui est inutile et donc source de confusion (lean), mise en place de détrompeurs,
  - respect du bien être des travailleurs et de l'environnement (hygiène, sécurité, environnement), signe d'une production bien maîtrisée et garant de l'implication et de l'attention au travail ;
- phase de tests sur les produits fabriqués à l'unité, ou sur des prototypes avant production de masse.

Les systèmes sensibles — dont la défaillance serait catastrophique — sont souvent soumis à une épreuve avant livraison ; par exemple, un réservoir est mis sous pression et l'on vérifie qu'il résiste bien. La charge d'essai Ce doit évidemment être supérieure ou égale à la charge de conception, mais inférieure à la charge ultime puisque l'essai ne doit pas dégrader le système. ON a ainsi
Cc < Ce < Cu.
La mise à l'épreuve ajoute une « couche » qui éloigne encore la charge de conception de la charge ultime ; de fait, on peut réduire le coefficient de sécurité utilisé.

## Application en mécanique

### Valeurs du coefficient
En mécanique — au sens large : chaudronnerie, structures métalliques, génie mécanique (conception de mécanismes), automobile, … —, on utilise typiquement les coefficients indiqués dans le tableau suivant.
| Coefficient de sécurité s | Charges exercées sur la structure | Contraintes dans la structure | Comportement du matériau   | Observations                                                  |
| ------------------------- | --------------------------------- | ----------------------------- | -------------------------- | ------------------------------------------------------------- |
| 1 ≤ s ≤ 2                 | régulières et connues             | connues                       | testé et connu             | fonctionnement constant sans à-coups                          |
| 2 ≤ s ≤ 3                 | régulières et assez bien connues  | assez bien connues            | testé et connu moyennement | fonctionnement usuel avec légers chocs et surcharges modérées |
| 3 ≤ s ≤ 4                 | moyennement connues               | moyennement connues           | non testé                  | fonctionnement usuel avec légers chocs et surcharges modérées |
| 3 ≤ s ≤ 4                 | mal connues ou incertaines        | mal connues ou incertaines    | non connu                  | fonctionnement usuel avec légers chocs et surcharges modérées |

Par exemple,
- pour le domaine du génie civil : s = 1,5 ;
- matériel routier : s = 3 ;
- pour les appareils de levage industriels, selon arrêté français du 18 décembre 1992[3] :
  - levage par des chaînes de levage : s = 4,
  - composants métalliques d'accessoires de levage (par exemple crochets, palonniers) : s = 4,
  - levage par des câbles métalliques : s = 5,
  - levage par des sangles en tissus : s = 7 ;
- pour les engins de levage et appareils de levage lourds, selon la Fédération européenne de la manutention (FEM)
  - le poids est multiplié par 1,6 pour un levage avec un pont roulant ou un portique (soit une accélération verticale de 0,6 g), et par 1,3 pour un levage avec une grue (accélération verticale de 0,3 g), hors effet des intempéries et séismes[4] ; mais il s'agit là de la détermination de la charge dynamique et pas à proprement parler d'un coefficient de sécurité, toutefois, ce coefficient est majoré par rapport à la réalité et donc porte en lui un coefficient de sécurité,
  - pour les mécanismes, un coefficient allant de 2,5 à 9, selon la catégorie du mécanisme (par type de mouvement et par type d'engin)[5],
  - pour les pièces de structure, un coefficient allant, selon les cas de service (sans vent, avec vent, sollicitations exceptionnelles)[6], de 1,1 à 1,5 pour les pièces en acier de construction, et un coefficient plus élevé pour les pièces en acier à haute limite d'élasticité[7] ;
- ascenseur (transport du public) : s = 10.

### Utilisation du coefficient
Le dimensionnement des structures se fait en trois parties :
- modélisation du système, en particulier des liaisons entre les pièces, ce qui va définir le type d'effort auquel chaque pièce va être soumise ;
- calcul des efforts auxquels sont soumis les pièces : calcul de statique ou de dynamique ;
- calcul des efforts internes à la matière, pour vérifier que la pièce va résister : résistance des matériaux.

Prenons l'exemple d'une sollicitation en traction. L'effort interne que subit la matière est représenté par la contrainte σ (sigma), et l'effort maximal que peut subir le matériau sans se déformer de manière irréversible est la limite élastique Re. La condition de résistance est :
{\displaystyle \sigma \leqslant {\frac {\mathrm {R_{e}} }{s}}}.
On définit la « limite pratique à l'extension » Rpe comme étant :
{\displaystyle \mathrm {R_{pe}} ={\frac {\mathrm {R_{e}} }{s}}} ;
Rpe intègre le coefficient de sécurité. La condition de résistance est donc :
σ ≤ Rpe.
Dans le cas d'une sollicitation en cisaillement, l'effort interne que subit la matière est représenté par la cission τ (tau), et l'effort maximal que peut subir le matériau sans se déformer de manière irréversible est la limite élastique au cisaillement Reg. La condition de résistance est :
{\displaystyle \tau \leqslant {\frac {\mathrm {R_{eg}} }{s}}}.
On définit la « limite pratique au glissement » Rpg comme étant :
{\displaystyle \mathrm {R_{pg}} ={\frac {\mathrm {R_{eg}} }{s}}} ;
Reg intègre le coefficient de sécurité. La condition de résistance est donc :
τ ≤ Rpg.
Les limites élastiques Re et Reg sont des données du matériau, établies par des essais mécaniques. La valeur de Re est tabulée pour les matériaux les plus courants, et pour les métaux, la valeur Reg vaut
{\displaystyle \mathrm {R_{eg}} \simeq {\frac {\mathrm {R_{e}} }{2}}}
(voir l'article Cercle de Mohr). Le coefficient de sécurité s dépend du domaine, comme explicité précédemment.
Pour les états de contrainte plus complexes, on calcule une contrainte équivalente σe à partir du tenseur des contraintes, et l'on vérifie que
σe ≤ Rpe.

## Gérer l'imprévisible
Il existe trois manières de gérer l'imprévisible :
- s'adapter en temps réel, avec un système dynamique (cas par exemple de l'adaptation à la route par les suspensions), un automate (mesure de paramètres et modification du comportement du système), ou tout simplement une action humaine ;
- essayer de quantifier les incertitudes, c'est la méthode dite « statistique » ou « contrainte-résistance » ;
- travailler avec des coefficients de sécurité empiriques, méthode dite « déterministe » puisque les calculs se font en considérant que l'on connaît les valeurs.

L'approche statistique est gourmande en temps et en moyens : il faut collecter les données et les traiter. Mais elle conduit à des systèmes dimensionnés « au plus juste » donc moins chers (design to cost) et moins lourds.
L'approche adaptative nécessite des moyens de mesure et une démarche pour corriger l'action. Selon Christian Morel, cette démarche, qu'il qualifie de « rationalité substantielle », peut être dans certains cas illusoire et mener à des décisions absurdes, en raison de la complexité des phénomènes réels. L'application de coefficients de sécurité, dite « rationalité procédurale », sont des « règles simples, mais rigoureuses, qui n'élimineraient certes pas totalement le risque, mais le réduirait à un niveau plus bas que celui qui résulterait de la rationalité substantielle. »

## Annexe